# Kościół ewangelicki w Starych Rochowicach
Kościół ewangelicki w Starych Rochowicach – ewangelicki kościół, który znajdował się w Starych Rochowicach, pierwotnie drewniany, później murowany. Rozebrany w 1975 roku.

## Historia
W 1654 znajdujący się we wsi kościół został odebrany ewangelikom, którzy aż do 1742 roku musieli korzystać z kościoła w Jaworze. W 1742 pozwolono ewangelikom wybudować drewniany kościół. Była to budowla z muru pruskiego na planie prostokąta, bez wieży, pokryta dachem czterospadowym.
Kościół spłonął w 1874, a w 1875 w jego miejscu wybudowano nowy, murowany kościół na planie prostokąta z kwadratową wieżą, zwieńczoną strzelistym dachem.
Kościół został rozebrany w 1975 r. przez mieszkańców. Materiał z rozbiórki posłużył do budowy pegeerowskiego cielętnika. Później w miejscu, gdzie znajdował się kościół, postawiono sklep.